# Fabrique d'armes Sévart
 (août 2021).
Si vous disposez d'ouvrages ou d'articles de référence ou si vous connaissez des sites web de qualité traitant du thème abordé ici, merci de compléter l'article en donnant les références utiles à sa vérifiabilité et en les liant à la section « Notes et références ».

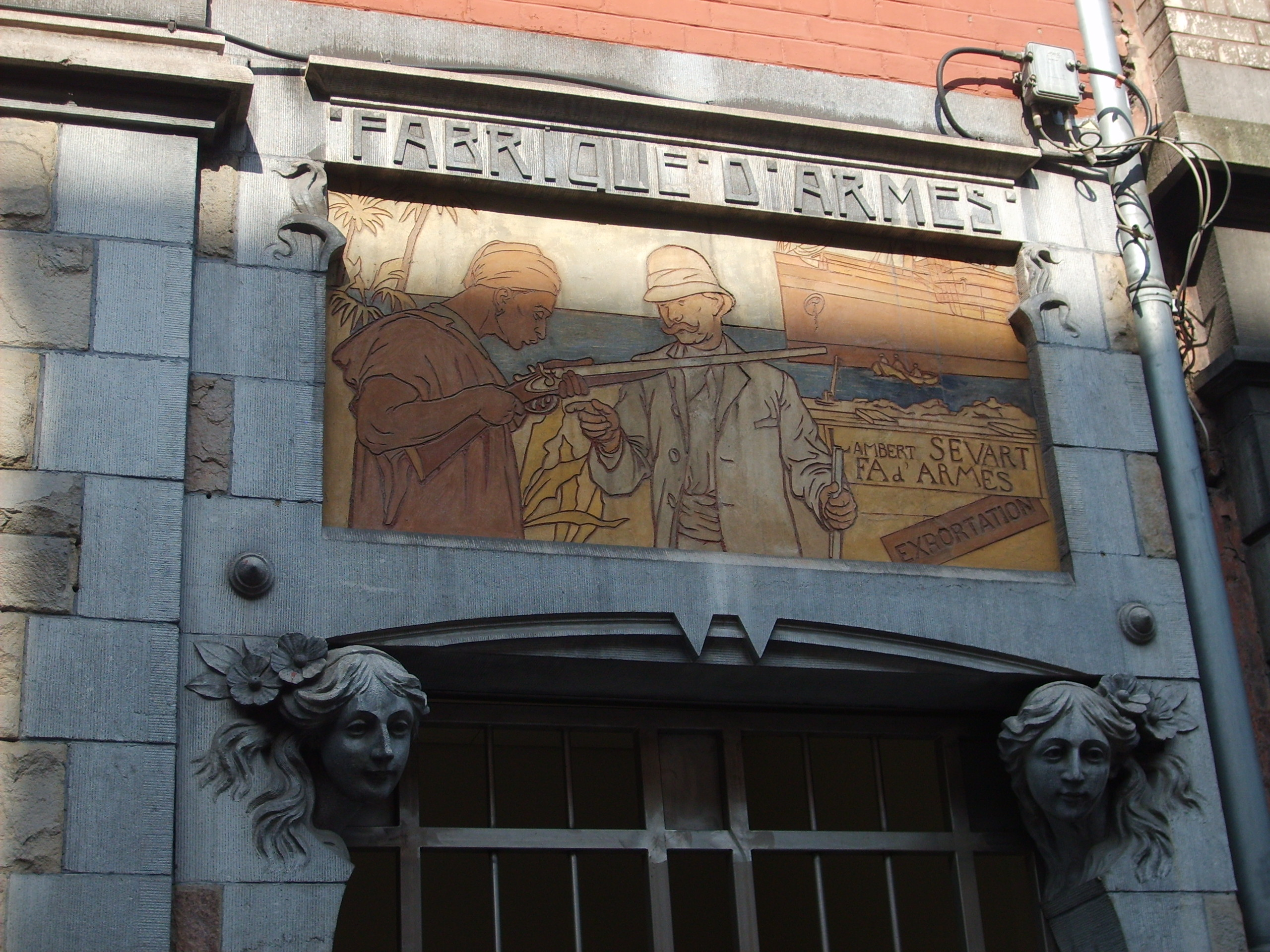
Sgraffite de l'ancienne fabrique d'armes Lambert Sévart à Liège

La fabrique d'armes Lambert Sévart est le commanditaire d'un sgraffite de style Art nouveau à Liège.

## Situation
Ce sgraffite se trouve au n° 16/18 de la rue Grandgagnage à Liège à deux pas de l'Hôtel Verlaine (Art nouveau) au n° 12, à proximité de la rue Saint-Gilles et la gare de Jonfosse.

## Description
Il s'agit d'un sgraffite publicitaire pour le fabricant d'armes Lambert Sévart. Les sgraffites publicitaires ne sont pas très fréquents. Les plus connus sont ceux de la Maison Cauchie. Par contre, plusieurs sgraffites représentant des métiers (vendeur d'armes, jardinier, imprimeurs) existent à Liège.
Cette œuvre  met en scène un vendeur d'armes, moustaches et casque colonial, tentant de vendre sa marchandise (un fusil) à un indigène. Le bateau, le canot et la caisse d'armes ou de munitions ainsi que les palmiers sont à l'arrière plan. Il faut remettre la scène dans le contexte de cette époque du début du XXe siècle où la colonisation et l'exportation d'armes étaient en plein essor. 
Le sgraffite est entouré de pierres de taille. Sous les coins inférieurs de ce sgraffite, deux figures féminines à la chevelure garnie de fleurs affichent une mine réjouie. 
Le reste de la façade initiée par l'architecte Maurice Devignée ne présente (plus) aucun intérêt architectural. 